# Seidosero
Der Seidosero (russisch Сейдозеро, kildinsamisch: Се̄ййтя̄ввьр) ist ein See im Westen der Halbinsel Kola in der russischen Oblast Murmansk.
Der 8 km lange See wird von dem Gebirgszug der Lowosero-Tundra hufeisenförmig umschlossen. Seine Breite variiert zwischen 1,5 und 2,5 km.
Die Seefläche beträgt 10,9 km². Der See liegt auf einer Höhe von 189 m. Der Abfluss Seidjawrjok (russisch Сейдъяврйок, kildinsamisch Се̄ийтя̄вьрё̄гк) entwässert den Seidosero in östlicher Richtung zum nahe gelegenen Lowosero.
Somit liegt der Seidosero im Einzugsgebiet der Woronja, die zur Barentssee fließt.

## Etymologie
Der Name Seidosero ist eine russifizierte Form des samischen Namens Siejjʹdjaavvʹr, in der der zweite Teil -osero aus samisch -jaavvʹr (dt. See) übersetzt wurde. Der erste Teil des russischen Namens wurde direkt von dem samischen Substantiv siejjʹd in der Bedeutung „Idol, heiliger Ort, Opferplatz“ übernommen. Der Seename bedeutet also in der Sprache der lokalen samischen Urbevölkerung „heiliger See“.

## Rezeption
Auf dem Sámi Grand Prix 2021 traten die samischen Künstler Jarsem Galkin und Roman Jakowlew mit einem Rap über den Seidosero auf Kildinsamisch auf und gewannen den 3. Platz.